# Герб Ванкувера
Герб Ванкувера був наданий геральдичним оледжем 31 березня 1969 р.

## Історія
Місто Ванкувер прийняло свою першу муніципальну печатку після заснування в 1886 році. Спроектований міським олдерменом Лоукланом Гамільтоном, він мав живописний характер із зображенням дерева, вітрильного корабля та поїзда і не відповідав жодним правилам геральдики. Печатка використовувалася до 1903 р., Коли передбачалося новий гербовий проєкт. Розроблений Джеймсом Бломфілдом, він містить багато елементів, що використовуються в нинішньому гербі: вістря (обтяжене кадуцеєм), лісоруб та рибалка як щитотримачі, а також хвилясті бруски, що натякають на океан. Він також зберігає девіз попередньої емблеми, «Морськими сушами та повітрям, ми процвітаємо».
Розробка нинішнього герба розпочалася в 1928 році, коли міська рада зробила спробу зареєструвати герб, розроблений Бломфілдом, в Геральдичному коледжі. Коледж відхилив реєстрацію. Між 1928 і 1932 рр. комітет час від часу засідав перед тим, як відкласти питання. У 1962 р. Справу було відкрито знову. Члени міського персоналу відвідали коледж, щоб проаналізувати дизайн герба, за допомогою Честера Геральда, Вальтера Верко. Надання герба, а також бейдж, отриманий від герба, було остаточно затверджено 31 березня 1969 р. Та представлено міській раді Ванкувера наступного січня. 

## Символізм
- Клейнод: Корабель, що вказує на значення Ванкувера як морського порту, на мурованій короні, традиційній геральдичній емблемі міста.
- Щит: квіти кизилу є символом провінції (їх також можна знайти у відділі герба Британської Колумбії). Основною фігурою є тотемний стовп Квакіутль, символ рідної спадщини району, що покриває хвилясті стрічки синього та срібного кольорів (для вод, що оточують місто).
- Щитотримачі: лісоруб та рибалка, що символізують традиційні галузі промисловості району.
- Девіз: Морською сушею та повітрям ми процвітаємо; [2] слово "повітря" було додано до існуючого девізу, щоб визнати зростаюче значення авіації для розвитку Ванкувера.[3]

## Похідні символи
Мурована корона із клейноду є основою міського бейджа. Усередині корони знаходиться сокира та весло, поміщені в андріївський хрест, натякаючи на ті самі дві галузі (лісозаготівля та рибальство), представлені щитотримачами. Міський бейдж зображений на прапорі Ванкувера 
Щит герба також служить центральною особливістю значка поліції Ванкувера.

## Зовнішні посилання
- Символи [Архівовано 5 травня 2019 у Wayback Machine.] міста Ванкувер - місто Ванкувер